# Friedhof Rödelheim
Der Friedhof Rödelheim ist seit 1878 der Friedhof des heutigen Stadtteils von Frankfurt am Main, Rödelheim. Er liegt an der Westerbacher Straße 38.
Der Friedhof Rödelheim war 1879 eingeweiht worden. Er umfasst eine Fläche von 1,1 Hektar. Auf ihm befinden sich 1.150 Gräber. Direkt benachbart befindet sich der Neue jüdische Friedhof Rödelheim.
Das schlichte Kriegerdenkmal auf dem Friedhof steht unter Denkmalschutz und trägt die Inschrift Unseren Helden – 1914–1918 – 1939–1945.

## Prominente Tote auf dem Friedhof
- Ludwig Thudichum (1798–1863), Pfarrer und Landtagsabgeordneter
- Friedrich Strubberg, Bürgermeister von Rödelheim
- August Anton Wöhler (1771–1850), Tierarzt, Agrarwissenschaftler und Pädagoge

## Gräber
Eine Reihe von Grabmalen steht unter Denkmalschutz.
| Bild | Gewann   | Name(n)   | Jahr                | Steinmetz     | Beschreibung |
| ---- | -------- | --------- | ------------------- | ------------- | --- |
|      | A adM 2  | Schmelz   | 1927                | 0             | Wanddenkmal in renaissancistischen Formen in Quadermauerwerk aus Basalttuff. Das Grabmal ist von rustizierten Halbsäulen gefasst. In dem mit einer Urne gekrönten Rundgiebel befindet sich ein Medaillon mit Bienenstock.                              |
|      | C adM 29 | Lohoff    | 1884                | 0             | Grabdenkmal für den Pfarrer Gottfried Eduard Lohoff (1838–1913). Die beiden Kreuzdenkmäler bestehen aus poliertem schwarzen Granit. Daneben befindet sich ein Pult aus hellem Sandstein.                                                               |
|      | C 27     | Brill     | 1900                | Becker        | Kreuzdenkmal über Eck aus poliertem schwarzen Granit. |
|      | C adM 49 | Klein     | 1892                | 0             | Dreiteilige renaissancistische Ädikula aus poliertem schwarzen Granit. Die Schrifttafeln im Mittelfeld und in den Seitenflügeln bestehen aus Marmor.                                                                                                   |
|      | C 31     | Pehl      | 1927                | F. Hofmeister | Ädikulaähnliche Stele mit abgetreppt zurückliegendem, durch ein Christusrelief aus Galvanobronze betontem Zentrum aus poliertem schwarzen Syenit. |
|      | C 41     | Buff      | 1831 (1861 ergänzt) | 0             | Spätklassizistische Kreuzstele mit seitenaltarähnlichen Schrifttafeln aus geschliffenem roten und gelben Sandstein mit eingesetzten marmornen Schrifttafeln.                                                                                           |
|      | D adM 53 | Schwalb   | 1893                | 0             | Renaissancistische Ädikula zwischen Seitenflügeln aus rotem Sandstein. Die Schrifttafeln bestehen aus poliertem schwarzen Granit. Über dem Rundgiebel befindet sich ein Kreuzaufsatz.                                                                  |
|      | D adM 51 | Thudichum | 1863                | 0             | Grabdenkmal für den Pfarrer und Landtagsabgeordneten Ludwig Thudichum (1798–1863). Das Neugotische Kreuzdenkmal besteht aus Sandstein. Es wird von zwei späteren Kreuzdenkmalen flankiert. In Sockel befinden sich zwei maßwerkgerahmte Schriftfelder. |
|      | D adM 64 | Fischer   | 1901                | F. Hofmeister | Kreuzdenkmal mit Seitenflügeln aus poliertem schwarzen Granit in triforischer Bogennische. |
|      | D adM 70 | Wilhelm   | 1905                | F. Hofmeister | Grabdenkmal für den Sanitätsrat und Kommunalpolitiker Dr. med. Ludwig Willhelm (1851–1931). Das Grabmal ist eine Ädikula in Formen der Neurenaissance aus poliertem schwarzen Granit.                                                                  |
|      | D 73     | Ziegler   | 1910                | 0             | Plastik einer Beweinung des in Abwandlung des traditionellen Pietámotives auf einem Altar aufgebahrten Christus aus Kalkstein. Der Altar wird dreiseitig durch Kalksteinmauern umgeben.                                                                |